# Mate Krešimir Tomljenović
Mate Krešimir Tomljenović (* 3. August 1993 in Zagreb) ist ein kroatischer Eishockeytorwart mit Staatsangehörigkeit der Vereinigten Arabischen Emirate, der seit 2018 bei den Abu Dhabi Storms in den Vereinigten Arabischen Emiraten unter Vertrag steht.

## Karriere
Mate Tomljenović begann seine Karriere als Eishockeyspieler in der Jugendabteilung des KHL Mladost Zagreb. 2008 wechselte er in die Slowakei, wo er für den MHK Dubnica und den HKm Zvolen in den höchsten Juniorenligen des Landes spielte. Während seiner Zeit in Zvolen wurde er vom KHL Medveščak Zagreb, dessen beide Torhüter sich verletzt hatten, am 9. Oktober 2011 für ein Spiel der Österreichischen Eishockeyliga gegen den Klagenfurter AC ausgeliehen. Dabei hatten die Kroaten den Transfer zwar der IIHF und dem kroatischen Verband gemeldet, dem österreichischen Verband jedoch nur eine nicht unterschriebene Transferkarte gefaxt, womit der Tomljenović nicht einsatzberechtigt war. Nach mehreren Tagen wurde am 13. Oktober 2011 das Spiel, das die Kroaten mit 5:4 gewonnen hatten, mit 0:5 zugunsten der Klagenfurter umgewertet.
2012 kehrte Tomljenović in seine Geburtsstadt Zagreb zurück und spielte für den KHL Medveščak Zagreb in der österreichischen U20-Liga. Er wurde von seinem Klub aber auch in den Playoffs um die kroatische Meisterschaft der Herren eingesetzt, die das Team durch 3:2 Siege gegen Tomljenovićs Stammverein Mladost Zagreb erringen konnte. Nach diesem Erfolg wechselte er zum HC 07 Detva, für den er in der slowakischen 1. Liga, der zweithöchsten Spielklasse des Landes, auf dem Eis stand und als zweiter Torhüter nur zu vereinzelten Einsätzen kam. Im Juli 2014 kehrte er zu Medveščak Zagreb zurück und wurde überwiegend in der Erste Bank Young Stars League eingesetzt, kam aber auch zu einem Spiel in der Kontinentalen Hockey-Liga. Nach nur einem Jahr verließ er Zagreb erneut und schloss sich dem polnischen Vizemeister JKH GKS Jastrzębie an, mit dem er in der Ekstraliga spielte. Bereits 2016 zog es ihn wiederum zu Medveščak, das er aber erneut nach nur einem Jahr verließ. Diesmal ging er nach Frankreich, wo er für ein Jahr bei Sports de Glace Annecy in der französischen Division 1, der zweithöchsten Spielklasse des Landes, spielte. Anschließend wechselte der Kroate zu den Abu Dhabi Storms in die Vereinigten Arabischen Emirate, mit denen er 2019 die Emirates Ice Hockey League gewann.

### International
Für Kroatien nahm Tomljenović im Juniorenbereich an der Division I der U-20-Weltmeisterschaften 2011, 2012 und 2013 teil. Dabei wurde er 2012 und 2013 jeweils als bester Spieler seiner Mannschaft ausgezeichnet.
Im Seniorenbereich stand Tomljenović bei den Weltmeisterschaften der Division II 2011, 2012 und 2013, als ihm mit seinem Team der Aufstieg in die Division I gelang, im Tor der Kroaten. 2011 und 2013 kassierte er dabei jeweils die wenigsten Gegentore pro Spiel. 2011 hatte er mit 92,7 % auch die beste Fangquote und wurde deshalb auch zum besten Torwart des Turniers gewählt. 2012 wies er die jeweils drittbeste Gegentorquote pro Spiel und Fangquote auf. 2014 spielte er mit seiner Mannschaft in der B-Gruppe der Division I und wurde mit der zweitbesten Fangquote des Turniers zum besten Spieler seines Teams gewählt. Auch 2015, 2016, 2017 und 2018 nahm er an der Weltmeisterschaft der Division I teil.
Auch bei den Qualifikationsturnieren für die Olympischen Winterspiele 2014 im September und November 2012 stand er für sein Heimatland auf dem Eis. Dabei konnten die Kroaten die Vorqualifikation noch gewinnen, schieden dann aber in der ersten Qualifikationsrunde nach drei Niederlagen aus. Auch bei der Qualifikation für die Olympischen Winterspiele 2018 im südkoreanischen Pyeongchang spielte er.
Nach einem Wechsel der Staatsbürgerschaft nahm Tomljenović bei der Weltmeisterschaft 2023 mit der Nationalmannschaft der Vereinigten Arabischen Emirate an den Welttitelkämpfen der Division IIB teil. Dort gelang der Aufstieg in die Division IIA, wozu er als bester Torhüter und mit bester Fangquote und bestem Gegentorschnitt maßgeblich beitrug.

## Erfolge und Auszeichnungen
- 2013 Kroatischer Meister mit dem KHL Medveščak Zagreb
- 2019 Meister der Vereinigten Arabischen Emirate mit den Abu Dhabi Storms

### International
| - 2011 Bester Torhüter der Weltmeisterschaft der Division II, Gruppe B - 2011 Geringster Gegentorschnitt und höchste Fangquote bei der Weltmeisterschaft der Division II, Gruppe B - 2013 Aufstieg in die Division I, Gruppe B, bei der Weltmeisterschaft der Division II, Gruppe A | - 2013 Höchste Fangquote bei der Weltmeisterschaft der Division II, Gruppe A - 2023 Aufstieg in die Division II, Gruppe A, bei der Weltmeisterschaft der Division II, Gruppe B - 2023 Bester Torhüter geringster Gegentorschnitt und höchste Fangquote bei der Weltmeisterschaft der Division II, Gruppe B |